# Gotta Go (песня Чонхи)
«Gotta Go» (с англ. — «Пора Идти»; кор. 벌써 12시; ром: beolsseo yeoldu-si, lit. «Already 12 o’clock») — сингл южнокорейской певицы Чонхи. Он был выпущен 2 января 2019 года компанией MNH Entertainment и распространён Genie Music. Сингл принес Чонхе её первый трофей на музыкальной программе Show Champion 9 января. По состоянию на январь 2020 года, видеоклип имеет более 65 миллионов просмотров на YouTube и 54 миллионов стримов на Spotify.

## Релиз и композиция
«Gotta Go» был выпущен в цифровом и физическом виде 2 января 2019 года; физическое издание представляет собой один альбом под названием XII. Песня также была выпущена в виде отдельного цифрового сингла через несколько музыкальных порталов, включая iTunes.
«Gotta Go» перемещает Чонху в более знойное место, чем её прошлые синглы с его яркими звуками флейты и хлюпающими синтезаторами, выступающими в качестве фона для её богатого вокала.

## Чарты

### Еженедельные чарты
| Чарты (2019)                        | Высшая позиция |
| ----------------------------------- | -------------- |
| Новая Зеландия (RMNZ)               | 23             |
| Сингапур (RIAS)                     | 25             |
| Республика Корея (Gaon Digital)     | 2              |
| Республика Корея (Gaon Album)       | 4              |
| Республика Корея (Kpop Hot 100)     | 1              |
| США (Billboard World Digital Songs) | 6              |

### Годовые чарты
| Чарты (2019)            | Позиция |
| ----------------------- | ------- |
| Республика Корея (Gaon) | 2       |

## Сертификации
| Регион                                                           | Сертификация | Продажи     |
| ---------------------------------------------------------------- | ------------ | ----------- |
| Республика Корея · Single album                                  | —            | 10,000      |
| США                                                              | —            | 2,000       |
| Стриминг                                                         |              |             |
| Республика Корея (KMCA)                                          | Платиновый   | 100 000 000 |
| Данные только о прослушиваниях приведены на основе сертификации. |              |             |

## Награды и номинации
| Год  | Премия                       | Категория                            | Результат | Ссылка                      |
| ---- | ---------------------------- | ------------------------------------ | --------- | --------------------------- |
| 2019 | 11t-ая Melon Music Awards    | Песня Года                           | Номинация | [ 13 ] [ 14 ]               |
| 2019 | 11t-ая Melon Music Awards    | Лучший женский танец                 | Победа    | [ 13 ] [ 14 ]               |
| 2019 | 21-я Mnet Asian Music Awards | Песня Года                           | Номинация | [ 15 ] [ 16 ]               |
| 2019 | 21-я Mnet Asian Music Awards | Лучший танцевальный перфоманс — Соло | Победа    | [ 15 ] [ 16 ]               |
| 2020 | 34-я Golden Disk Awards      | Цифровой Дэсан                       | Номинация | [ 17 ] [ 18 ] [ 19 ] [ 20 ] |
| 2020 | 34-я Golden Disk Awards      | Цифровой Бонсан                      | Победа    | [ 17 ] [ 18 ] [ 19 ] [ 20 ] |
| 2020 | 9-я Gaon Chart Music Awards  | Песня Года (Январь)                  | Номинация | [ 21 ]                      |
| 2020 | 29-я Seoul Music Awards      | Dance Performance Award              | Номинация | [ 22 ]                      |

| Журнал     | Лист                              | Ранг | Ссылка |
| ---------- | --------------------------------- | ---- | ------ |
| Billboard  | 25 лучших K-pop песен 2019 года   | 3    | [ 23 ] |
| BuzzFeed   | Лучшие K-pop видеоклипы 2019 года | 14   | [ 24 ] |
| CelebMix   | Топ 10 KPOP песен 2019            | 1    | [ 25 ] |
| KultScene  | 50 лучших K-pop песен 2019 года   | 5    | [ 26 ] |
| Refinery29 | Лучшие K-Pop песни 2019 года      | 12   | [ 27 ] |

| Журнал    | Лист                              | Ранг | Ссылка |
| --------- | --------------------------------- | ---- | ------ |
| Billboard | 100 величайших K-Pop песен 2010-х | 100  | [ 28 ] |

### Музыкальные программы
| Программа                 | Дата             | Ссылка |
| ------------------------- | ---------------- | ------ |
| Show Champion (MBC Music) | 9 января, 2019   | [ 29 ] |
| M Countdown (Mnet)        | 10 января, 2019  | [ 30 ] |
| Show! Music Core (MBC)    | 12 января, 2019  | [ 31 ] |
| Show! Music Core (MBC)    | 19 января, 2019  | [ 32 ] |
| Show! Music Core (MBC)    | 16 февраля, 2019 | [ 33 ] |
| Inkigayo (SBS)            | 13 января, 2019  | [ 34 ] |
| Music Bank (KBS)          | 18 января, 2019  | [ 35 ] |